# Johann Friedrich Christian Köllner
Johann Friedrich Christian Köllner (* 7. November 1733 in Rappoltsweiler; † 16. Dezember 1809 in Saarbrücken) war Hofgärtner und Gartendirektor in Saarbrücken.

## Leben und Werk
Friedrich Köllner wurde am 7. November 1733 in Rappoltsweiler in die Familie des Hofgärtners Johann Arndt Köllner (1676–1742) und der Maria Ursula Weyrich (1696–1751) geboren. Wenig später ging die Familie mit Herzog Christian III. von Pfalz-Zweibrücken bei dessen Regierungsantritt nach Zweibrücken. Die Familie wohnte im barocken Hofgärtnerhaus östlich des Schlosses am Rande des Schlossgartens, nahe am Bleicherbach. Der Gartenkünstler Johann Ludwig Petri (1714–1794) heiratete 1741 Friedrich Köllners ältere Schwester und wurde im folgenden Jahr Nachfolger seines Vaters als Hofgärtner in Zweibrücken. Während eines Aufenthalts 1755 in Paris entwarf Friedrich Köllner Pläne für den Tuileriengarten. Anschließend studierte er Gartenkunst in England, bis er dann am 20. August 1759 nach Saarbrücken zog. Im folgenden Jahr half er die Gartenterrassen des Saarbrücker Schlosses anzulegen. Um 1768 ist er als Hofgärtner in Saarbrücken bezeugt und um 1782 wurde er zum Gartendirektor ernannt. In diesem Sinne legte er Parks auf dem Halberg und dem Ludwigsberg an. Von 1800 bis 1805 verfasste er die beiden Manuskripte Etwas zum Zeit Vertreib der Winter Abenden und Memorabilien zur Geschichte des Saargaus. Beide Manuskripte enthalten geschichtliche Aufzeichnungen verschiedener Art über die Grafschaft Nassau-Saarbrücken.

## Familie
Am 12. Mai 1761 heiratete Friedrich Köllner in Dudweiler Maria Margaretha Korn (1742–1790). Mit ihr zusammen hatte er zehn Kinder. Der mittlere Sohn war der spätere Pfarrer Johann Friedrich Köllner. Der jüngste Sohn, Johann Friedrich Christian Köllner II (1770–1849), war Protegé des Heinrich Ludwig von Nassau-Saarbrücken und ebenfalls Gartendirektor.